# Dasypogon magisi
Dasypogon magisi är en tvåvingeart som beskrevs av Tomasovic 1999. Dasypogon magisi ingår i släktet Dasypogon och familjen rovflugor.
Artens utbredningsområde är Iran. Inga underarter finns listade i Catalogue of Life.